# Nicéforo Briênio (césar)
Nicéforo Briênio (português brasileiro) ou Nicéforo Briénio (português europeu) (em latim: Nicephorus Bryennius; em grego: Νικηφόρος Βρυέννιος; romaniz.: Nikēphoros Bryennios; 1062 - 1137), dito "o Jovem" para diferenciá-lo de seu pai (ou avô), foi um general, estadista e historiador bizantino nascido em Orestias (Orestíada - Adrianópolis), no Tema da Macedônia, na Trácia.

## Vida
Seu pai (ou avô), também chamado Nicéforo Briênio, o governador do Tema de Dirráquio, tinha se revoltado contra o fraco imperador bizantino Miguel VI, o Estratiótico, mas fora derrotado pelo futuro imperador Aleixo I Comneno e cegado. O filho, que era conhecido por sua erudição e beleza, caiu nas graças de Aleixo I e recebeu a mão de sua filha Ana Comnena, além dos títulos de césar e panipersebasto (um novo título dignatário introduzido por Aleixo I).
Briênio conseguiu defender com sucesso as muralhas de Constantinopla contra os ataques de Godofredo de Bulhão durante a Primeira Cruzada (1097), conduziu as negociações de paz entre Aleixo e o príncipe Boemundo I, do Principado de Antioquia, no Tratado de Devol (1108) e teve um importante papel na derrota de Maleque Xá, líder dos turcos seljúcidas do Sultanato de Rum (1116).
Após a morte de Aleixo, ele se recusou a entrar na conspiração de que a sua sogra Irene Ducena e sua esposa Ana estava articulando para depor João II Comneno, o filho de Aleixo, e colocá-lo no trono. Sua esposa atribuiu esta recusa a covardia, mas, por passagens em sua própria obra, é possível que ele considerasse um crime se revoltar contra o herdeiro legítimo do trono. A única reprovação que se pode fazer contra ele neste caso é que ele não encerrou ali, na raiz, a conspiração. Ele era um bom amigo do novo imperador João II e o acompanhou em sua campanha na Síria (1137), mas foi forçado, por conta de uma doença, a retornar para Constantinopla, onde morreu no mesmo ano.

### Família
Com sua esposa, Ana Comnena, o césar Nicéforo Briênio teve diversos filhos, incluindo:
1. Aleixo Comneno, mega-duque, ca. 1102–ca. 1161/1167
2. João Ducas, ca. 1103–após 1173
3. Irene Ducena, ca. 1105–?
4. Maria Briênia Comnena, ca. 1107–?

## Obras
Por sugestão de sua sogra, ele escreveu uma história (em grego: Ὕλη Ἱστορίας or Ὕλη Ἱστοριῶν; "Matéria para uma História") do período entre 1057 e 1081, da vitória de Isaac I Comneno sobre Miguel VI, o Estratiótico  até a deposição de Nicéforo III Botaniates por Aleixo I Comneno. A obra já foi descrita como uma crônica familiar ao invés de uma história, objeto da qual era a glorificação da dinastia Comneno. Parte da introdução é provavelmente uma adição posterior.
Além de informações derivadas de contemporâneos mais antigos (como seu pai e sogro), Briênio se utilizou das obras de Miguel Pselo, João Escilitzes e Miguel Ataliata. Como seria de se esperar, seu ponto de vista é visado por considerações pessoal e sua própria intimidade com a família real, o que, por outro lado, lhe dava acesso a material dificilmente obtido de outra forma. Seu modelo era Xenofonte, a quem ele imitou com uma tolerável margem de sucesso. Ele se absteve de utilizar de forma excessiva comparações e metáforas, e manteve um estilo simples e conciso.

### Edições
- Editio princeps publicada por Petrus Possinus em 1661.
- Migne, Patrologia Graeca, CXXVII.
- A. Meineke (com comentários de du Cange) (1836). «Corpus Scriptorum Historiae Byzantinae» (em latim). Bonn